# Exorista clausa
Exorista clausa là một loài ruồi trong họ Tachinidae.